# 国際連合通常兵器委員会
国際連合通常兵器委員会（こくさいれんごうつうじょうへいきいいんかい、United Nations Commission on Conventional Armaments）は、かつて国際連合に存在した委員会である。
1946年に締結された国連創設条約に基づいて創設された。この委員会は、各国の通常兵器（非核兵器）の軍縮の方法を検討することを目的としていた。
この委員会は、1947年2月13日の安全保障理事会決議18によって正式に設立された。常任理事国5か国は、この委員会の目的を達成するための方法について合意できなかったため、1949年の第1次報告書では実質的な勧告はなされなかった。
1950年、ソビエト連邦が中国の議席を国民党政府（中華民国）が占めていることに抗議して、国連の全ての会合をボイコットした。これにより、通常兵器委員会の議論は事実上終了した。1952年に正式に解散し、核兵器の軍縮に関する原子力委員会と統合されて軍縮委員会が設立された。